# Mathilda Wrede

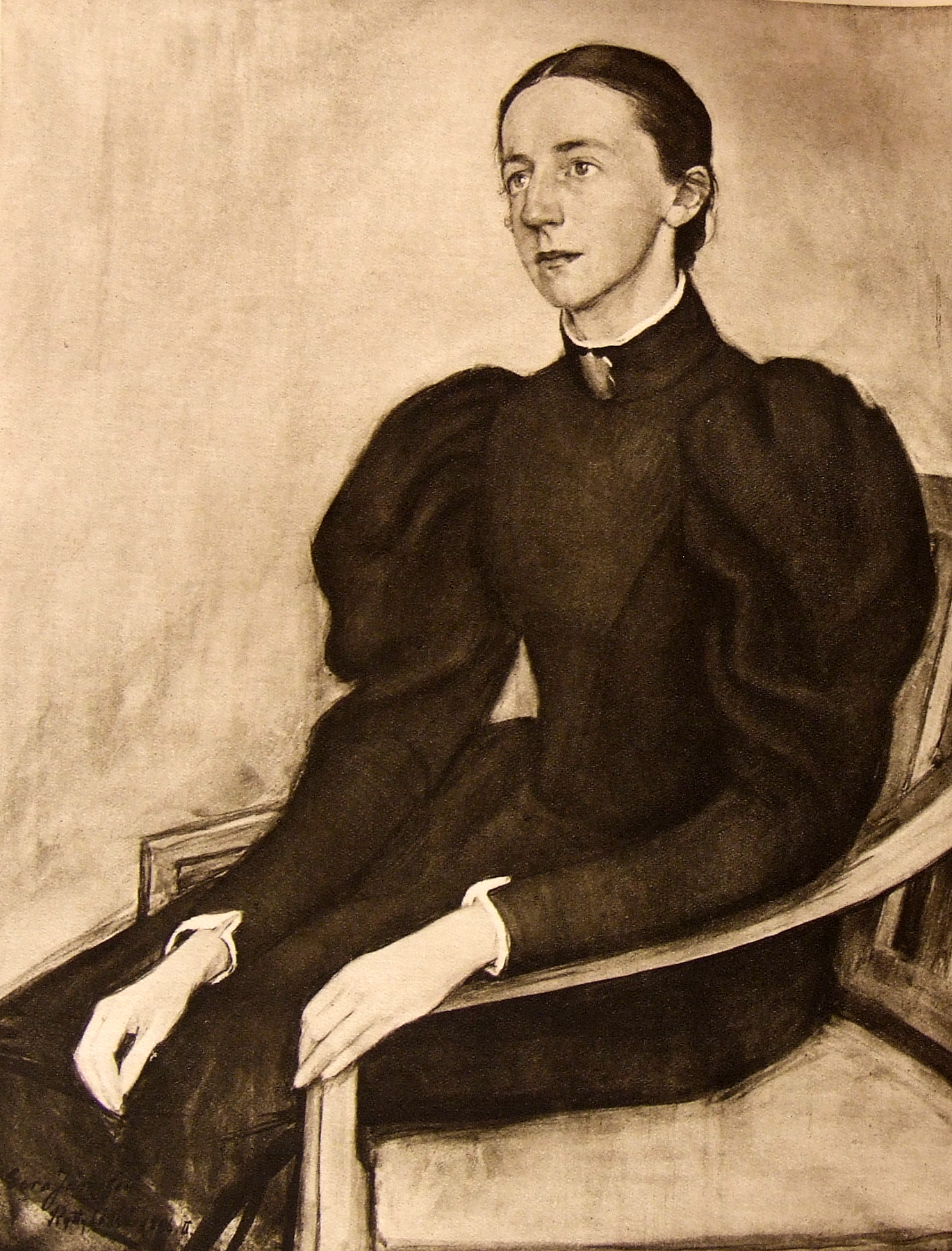
Mathilda Wrede (Porträt von Eero Järnefelt, 1896)

Mathilda Augusta Wrede (* 8. März 1864 in Vaasa; † 25. Dezember 1928 in Helsinki) war eine finnlandschwedische Aristokratin, die sich dem Verbessern von Lebensumständen bei Gefangenen und Unterprivilegierten widmete.

## Leben
Mathilda Wrede war das jüngste Kind von Carl Gustaf Wrede af Elimä (1819–1892) und seiner Frau Sofia Eleonora (geb. Glansenstjerna, 1821–1864). Ihr Vater war Gouverneur der damaligen Provinz Vasa (heute ein Teil der Provinz Westfinnland).
Ihre Mutter starb am Weihnachtstag 1864, als Wrede erst neun Monate alt war. Die älteren Geschwister waren bereits aus der elterlichen Wohnung ausgezogen, und so wuchs sie mit ihren Schwestern auf, der 16 Jahre älteren Helena und der 6 Jahre älteren Johanna. Zum Haushalt gehörten auch Kindermädchen und andere Bedienstete. Helena übernahm als älteste Tochter die Erziehung der jüngeren Geschwister.
Die Familie lebte in Vasa (finnisch Vaasa) in Österbotten, aber die zweite Heimat wurde das Herrenhaus Rabbelung in Anjala in Südostfinnland, wo die Familie den Sommer verbrachte. Im Alter von sieben Jahren kam Wrede zur Schule in ihrer Geburtsstadt Vasa, wo sie – im Gegensatz zu vielen anderen schwedischsprachigen Adligen dieser Zeit – auch Finnisch lernte. Mit elf kam sie in die private Mädcheninternatsschule von Fredrikshamn (Hamina). Nachdem sie mit 15 Jahren die Schule abgeschlossen hatte, kehrte Wrede nach Hause zurück.

### Spirituelles Erlebnis
Zu Beginn des Jahres 1883 war sie deprimiert und von Kopfschmerzen geplagt. Zu dieser Zeit besuchte sie in Vasa Veranstaltungen des Schwedischen Missionsbundes mit dem Laienprediger Carl Orest. Dabei erlebte die 18-jährige Mathilda Wrede ihre Bekehrung. Sie mied Tanzveranstaltungen und Zerstreuungen und verbrachte ihre Zeit mit Bibellesen und Gesprächen. Auch ihr Gesundheitszustand besserte sich.

### Gefängnisarbeit
Wrede war es seit ihrer Kindheit gewohnt, Häftlinge zu sehen, die außerhalb des Gefängnisses auf dem Hof ihres Vaters, des Gouverneurs, arbeiteten. Ein halbes Jahr nach Mathildas Bekehrung war ein Gefangener zu Reparaturarbeiten im Haus und sie sprach mit ihm über Glaubensfragen. Zu ihrer Überraschung fragte er sie, ob sie auch ins Gefängnis kommen würde, um mit anderen darüber zu sprechen. Ihr Vater stimmte unter der Bedingung zu, dass ein Wachmann dabei wäre. So begann sie die Missionierung der Häftlinge mit der Erlaubnis des Gefängnisgouverneurs.
Nachdem ihr Vater in den Ruhestand gegangen war, erwirkte sie von dem für die Gefängnisfürsorge zuständigen Oberdirektor Adolf Grotenfelt in Helsingfors (Helsinki) die Erlaubnis zum Besuch aller Gefängnisse in Finnland. Er versprach sich von ihrer Mission auch eine moralische Besserung der Häftlinge. Wrede begann ihre Gefängnisbesuche 1885 in Villmanstrand (Lappeenranta) und Viborg (Viipuri, heute russisch Выборг/Wyborg) und verbrachte viel Zeit mit dem Besuch von Finnlands größtem Gefängnis Kakola in Åbo (Turku).

### Gefängnisreformen
Wrede versuchte neben ihrer Evangelisation auch, die Haftbedingungen zu verbessern. Sie richtete die Aufmerksamkeit unter anderem auf die Mängel in der medizinischen Versorgung der Gefangenen. Um besonders die politischen Gefangenen zu erreichen, reduzierte sie ihre religiöse Botschaft und unterstützte die Forderungen nach Reformen. Sie verursachte einen gesellschaftlichen Skandal durch Weitergabe von Informationen über die Haftbedingungen an die Öffentlichkeit. Nach 1900 sah die staatliche Gefängnisverwaltung Mathilda Wredes Tätigkeit als eine Bedrohung für den sozialen Frieden an.

### Weitere Tätigkeit
Im Finnischen Bürgerkrieg unterstützte sie keine der beiden Parteien, sondern versuchte, die Lage der Kriegsgefangenen und Flüchtlinge zu verbessern und zwischen den Kontrahenten zu vermitteln.

## Gedenktag
24. Dezember im Evangelischen Namenkalender.